# 蒙古葶苈
蒙古葶苈（学名：Draba mongolica）为十字花科葶苈属下的一个种。种名mongolica意为蒙古的。 